# Хороший лікар (фільм, 2011)
«Добрий лікар» — американський кінофільм режисера Ленас Дейлі, що вийшов на екрани в 2011 році.

## Сюжет
Молодому лікареві нелегко завоювати довіру і авторитет серед колег і начальства. Герой фільму вирішує скористатися надходженням нової пацієнтки з хворими нирками і змінює їй лікування так, щоб вона залишалася в лікарні довше. Адже у нього на її рахунок є свої далекосяжні плани.

## У ролях
| Актор             | Роль                   |
| ----------------- | ---------------------- |
| Орландо Блум      | Доктор Мартін Е. Блейк |
| Райлі Кіо         | Дайан Ніксон           |
| Тараджі П. Генсон | Медсестра Тереза       |
| Роб Морроу        | Доктор Вейленд         |
| Майкл Пенья       | Джиммі                 |
| Трой Ґеріті       | Ден                    |
| Моллі Прайс       | Місіс Ніксон           |
| Вейд Вільямс      | Містер Ніксон          |
| Сорел Керредін    | Валері Ніксон          |
| Еван Пітерс       | Донні Ніксон           |
| Джонатан Сіммонс  | Детектив Краус         |

## Знімальна група
- Режисер — Ленс Дейлі
- Сценарист — Джон Енбом
- Продюсер — Ден Етерідж, Джонатан Кінг, Орландо Блум
- Композитор — Брайан Бірн